# Auguste Forel

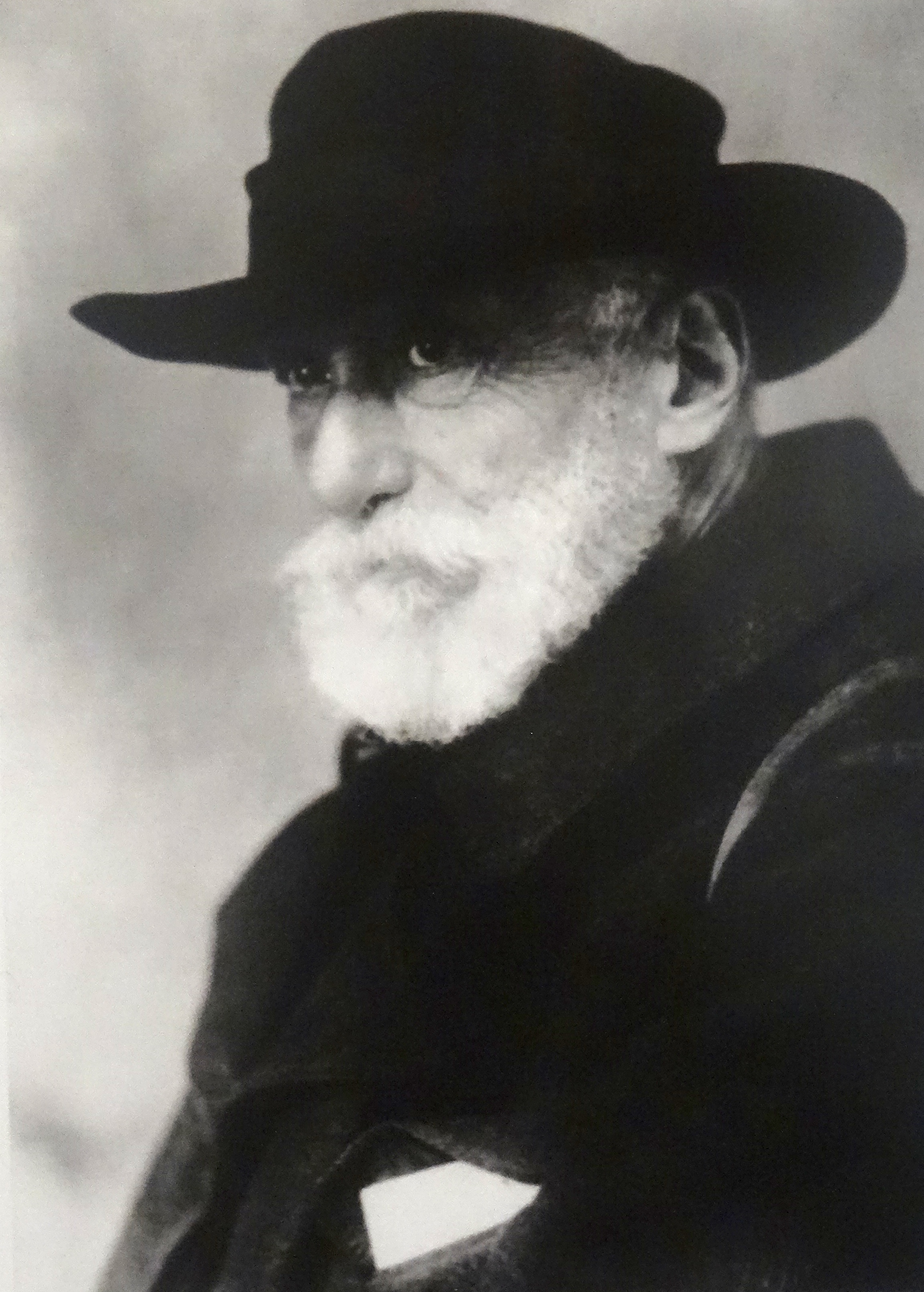
Auguste Forel

Auguste Forel, auch Auguste-Henri Forel, (* 1. September 1848 auf dem Landsitz La Gracieuse in Morges; † 27. Juli 1931 in Yvorne) war ein Schweizer Psychiater, Hirnforscher, Entomologe, Philosoph und Sozialreformer. Er vertrat Vorstellungen der Eugenik, gilt als Vater der Schweizer Psychiatrie und als einer der wichtigsten Vertreter der Abstinenzbewegung in der Schweiz.

## Leben

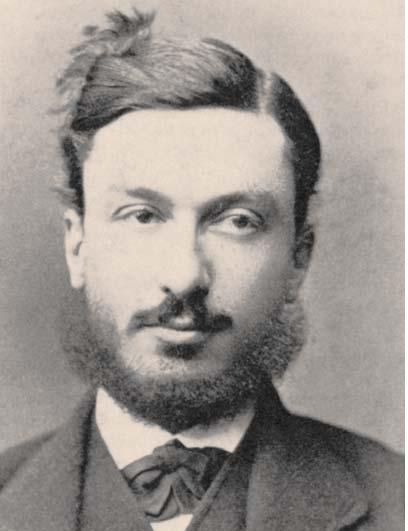
Auguste-Henri Forel um 1870

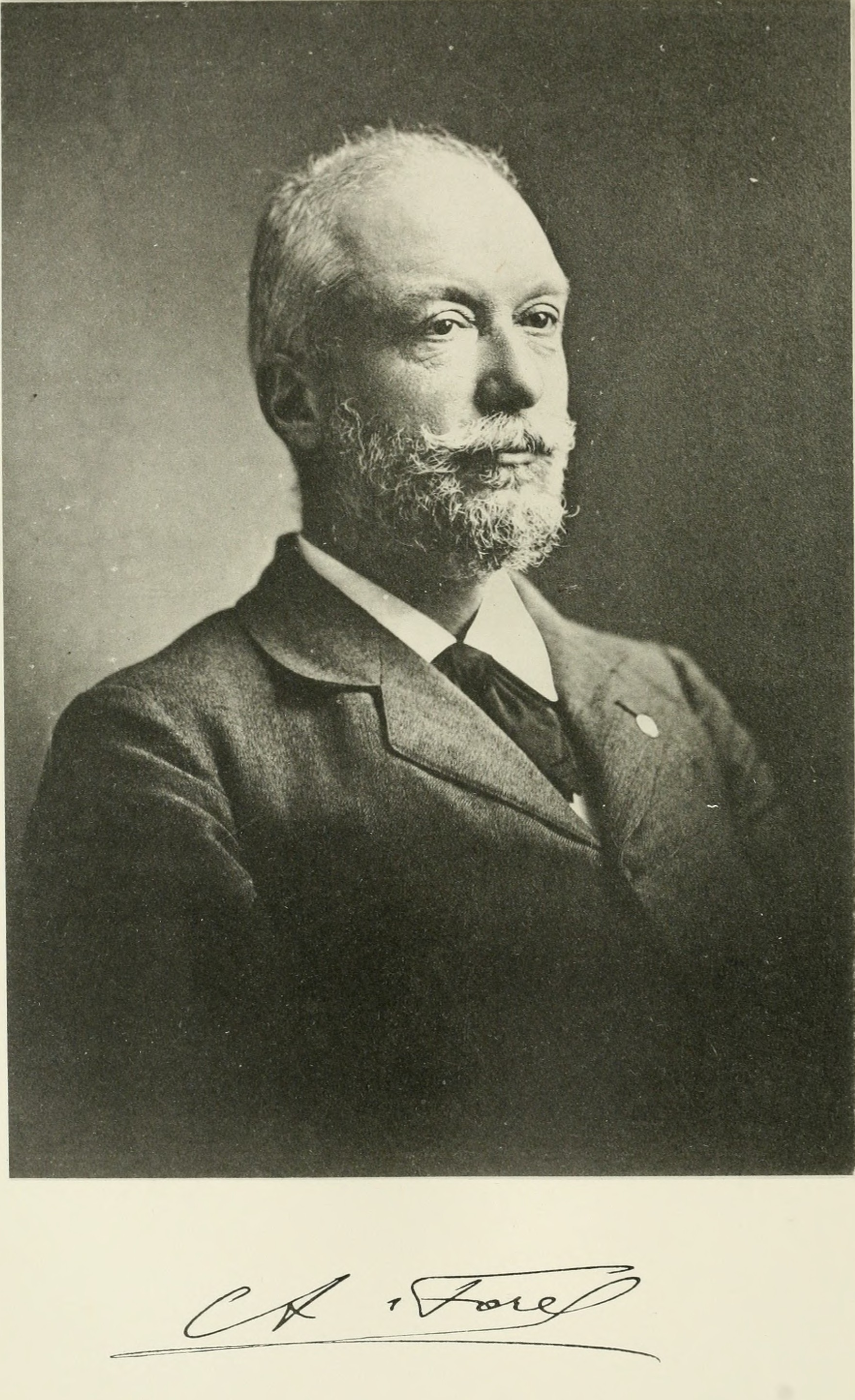
Auguste-Henri Forel um 1899

Auguste Forel besuchte 1862 bis 1866, wie vor ihm sein Vetter François-Alphonse Forel, das Gymnasium in Lausanne. Anschliessend studierte er von 1866 bis 1871 Medizin an der Universität Zürich. 1871 war Forel freiwilliger ärztlicher Helfer im Deutsch-Französischen Krieg.
1871 und 1872 arbeitete er an seiner Doktorarbeit über Neuroanatomie bei Theodor Meynert in Wien. 1872 bestand er das Staatsexamen in Lausanne und promovierte in Zürich. Von 1873 bis 1878 war er in München Assistenzarzt bei Bernhard von Gudden, dem damals führenden Hirnforscher Europas. 1877 erlangte er die Lehrberechtigung an der Ludwig-Maximilians-Universität München aufgrund seiner Untersuchungen der Haubenregion im Gehirn des Menschen.
Von 1879 bis 1898 war er Professor für Psychiatrie an der Universität Zürich und Direktor der Psychiatrischen Universitätsklinik Zürich (Burghölzli), wo er auch Carl und seinen Bruder Gerhart Hauptmann kennenlernte und diesen literarisch inspirierte. 1883 heiratete er Emma Steinheil, die Tochter eines befreundeten Kollegen, des Ameisenforschers Eduard Steinheil (1830–1878). Seine Bemühungen zur Heilung der Trunksucht führten 1889 zur Eröffnung der Trinkerheilstätte Ellikon an der Thur (seit 1984 «Forel-Klinik»). Zoologische Forschungsreisen führten ihn 1893 nach Algerien sowie 1896 und 1899 nach Südamerika.
Bereits mit fünfzig Jahren trat er als Direktor des Burghölzli zurück und beendete seine Professorenlaufbahn. Ab 1898 widmete er sich seinen privaten Studien in Chigny bei Morges und ab 1907 auf dem Landsitz Fourmilière in Yvorne. Er unterzeichnete den Gründungsaufruf für den Monistenbund. Ernst Haeckel bot Forel an, dessen stellvertretender Präsident, eventuell auch Präsident zu werden (Brief vom 10. Mai 1906).
Forel gründete 1909 den «Internationalen Verein für medizinische Psychologie und Psychotherapie». 1916 wurde er als Mitglied der Sozialdemokratischen Partei aktiver Sozialist. 1920 trat er der Bahai-Religion bei (siehe Brief an Forel). Forel war zudem Internationalist, Pazifist und Verfechter der Weltbrückensprache Esperanto.
Nach dem Tod Forels wurde er in einem Memorandum des Deutschen Monistenbundes vom September/Oktober 1931 «als unermüdlicher, temperamentvoller Kämpfer, Gelehrter, Freidenker, Sozialist, Pazifist, Gegner des Massenmörders Alkohol (und) Sozialreformer» gewürdigt.

### Familie
Er heiratete im Jahr 1883 Emma Steinheil (1865–1946), eine Tochter des Ingenieurs Eduard Steinheil. Das Paar hatte zwei Söhne und vier Töchter:
- Edouard (1884–1910)
- Inez (1885–1967) ⚭ Hugh Brooke
- Marthe (1888–1948) ⚭ Dr. Arthur Brauns († 1925)
- Oskar Luis (1891–1982), Psychiater ⚭ Leokadia Openik
- Daisy (1893–1953)
- Cécile (1896–1906)

## Wirken

### Hirnforscher
Unter Guddens Leitung half er bei der Verbesserung der Konstruktion des Mikrotoms, das Forel 1874 die erste vollständige Serie von 2000 mikroskopischen Schnittpräparaten des menschlichen Gehirns ermöglichte. Damit schuf er die Grundlage für die neue Diskontinuitätstheorie und den Neuronen-Begriff.
Durch Vergleich der Resultate der Untersuchungsmethoden Guddens und Camillo Golgis entdeckte Forel das Neuron und begründete damit die Neuronenlehre. Das Buch Neuronentheorie, 1887 erschienen, bildete den Höhepunkt in seinem Wirken als Hirnanatom.

### Arzt und Psychiater

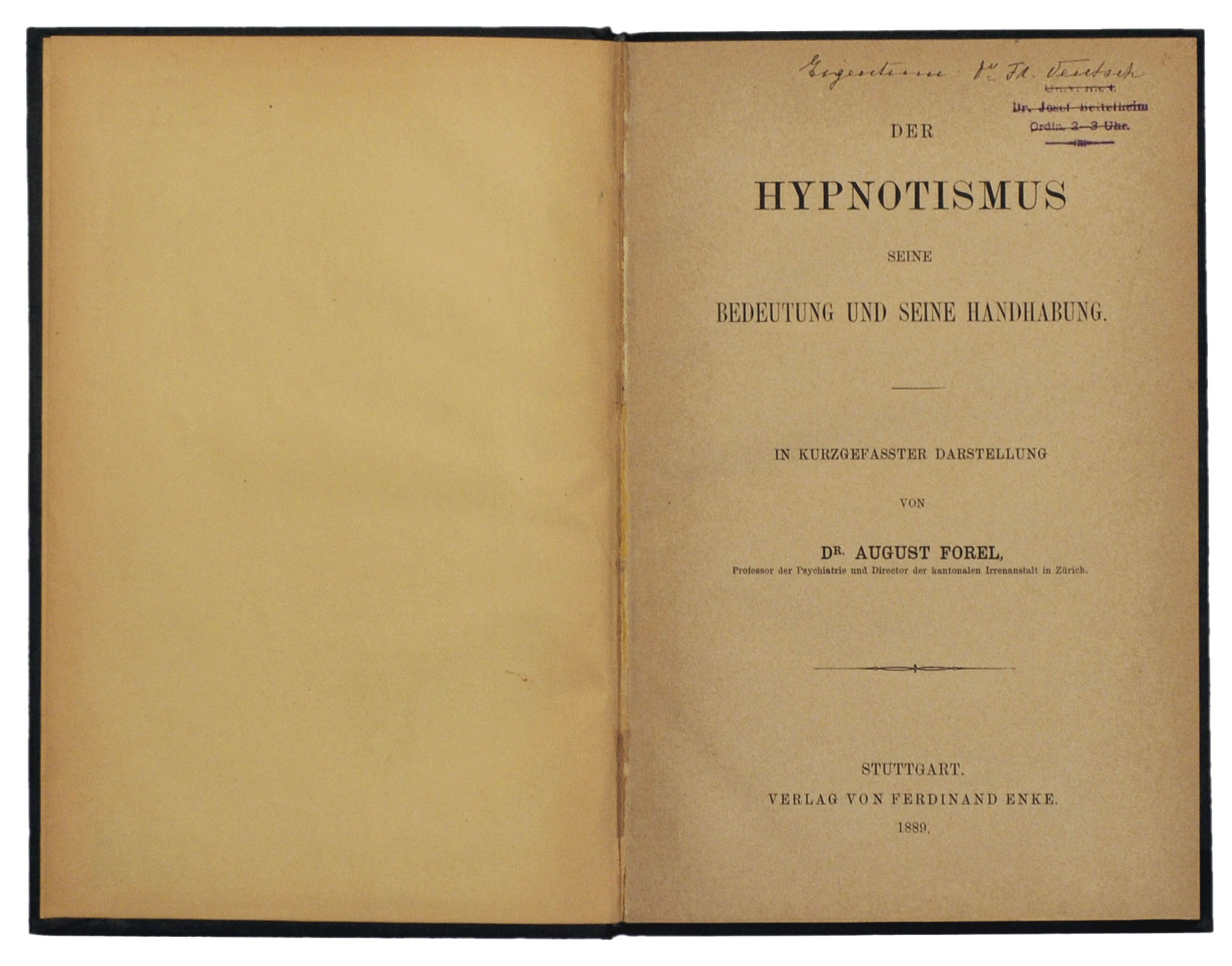
Titelblatt der Erstausgabe

Als Hirnforscher und Psychiater überprüfte Forel seine biologischen Forschungsresultate auf ihre Zusammenhänge für Gehirn und Seele des Menschen und die Gesellschaft. Wie sein Lehrer Meynert betonte er stets die Einheit von Gehirn und Seele, womit er Angriffe durch die Kirche auf sich zog. Als einer der ersten erkannte er die Bedeutung der neuen Entwicklungen der Psychologie für die Heilung von Geisteskranken. Schon 1887 reiste er zum Studium des Hypnotismus zu Hippolyte Bernheim nach Nancy. Gegen den Widerstand der traditionellen Ärzteschaft verhalf er der Suggestionstherapie (Hypnotismus) zum Durchbruch in der Schulmedizin. Die Psychiatrie wurde zum Pflichtfach für das Medizinstudium.
Als Direktor des Burghölzli beschäftigten Forel das Wohl der Geisteskranken, die Verhütung der Geisteskrankheiten und der Schutz der Gesellschaft. Er entwickelte moderne Arbeitstherapien für Geisteskranke und führte den Begriff der „verminderten Zurechnungsfähigkeit“ ein, damit geisteskranke Verbrecher einer Heilanstalt statt einer Strafanstalt zugeführt werden konnten.
Auch als Privatgelehrter blieb er aktiv und half bei der Verbreitung der Psychotherapie. Seine bekanntesten Schüler waren sein Nachfolger als Direktor des Burghölzli, Eugen Bleuler, Anton Delbrück, Adolf Meyer und der Zürcher Arzt und sozialistische Aktivist Fritz Brupbacher.

### Sozialreformer und Pazifist

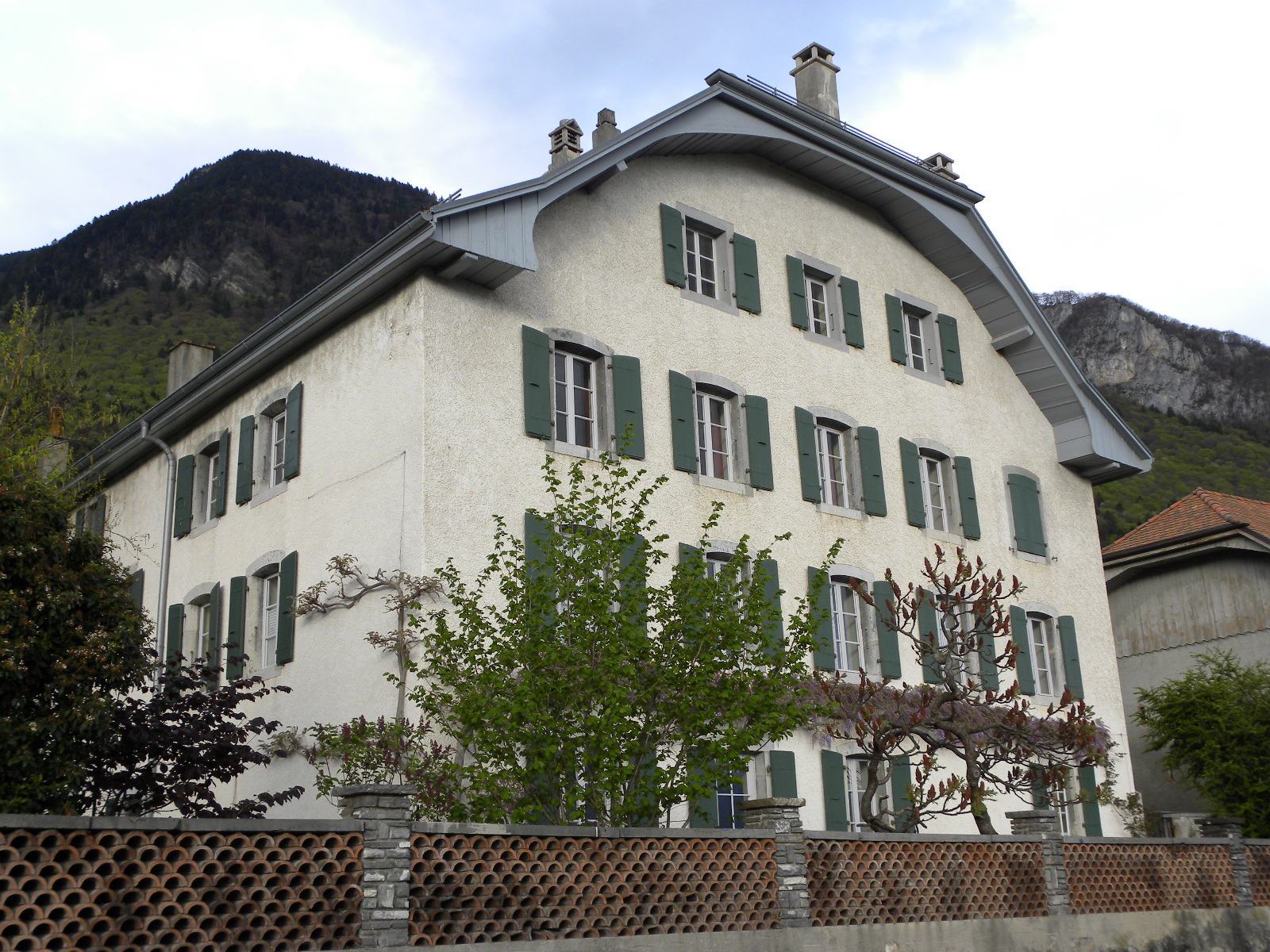
Wohnhaus von Auguste Forel in Yvorne im Kanton Waadt

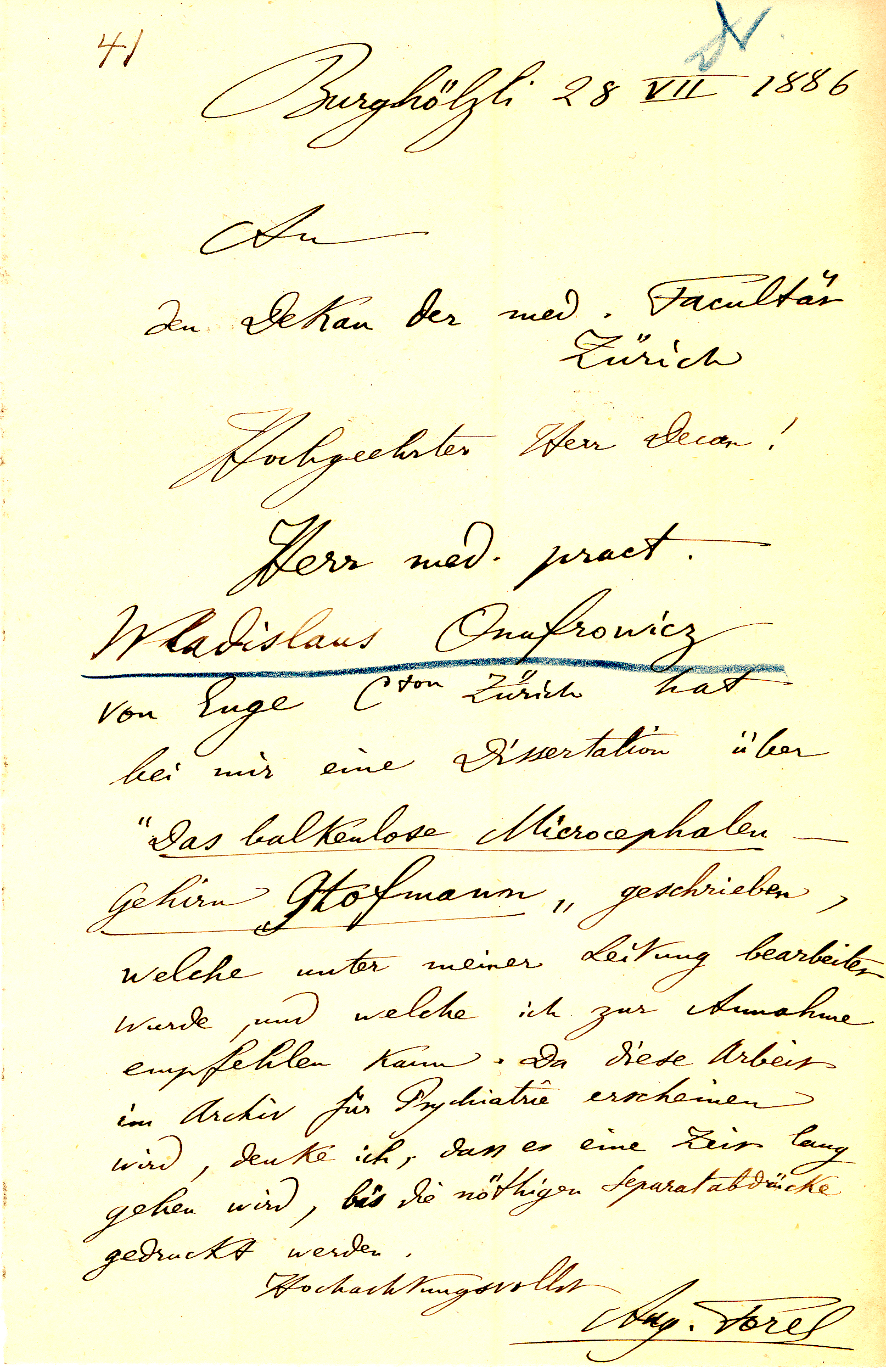
Brief von Auguste Forel an den Dekan der medizinischen Fakultät Zürich, in dem er die Dissertation des polnisch-schweizerischen Arztes Wladislaus Onufrowicz zur Annahme empfiehlt

Im Burghölzli stellten die vielen Alkoholiker ein grosses Problem dar. Durch ein Mitglied des Blauen Kreuzes wurde Forel von der Vorbildwirkung und Bedeutung der Abstinenz für die Heilung überzeugt. Forel, der seit seiner Zeit als Gymnasiast in Lausanne an täglichen Alkoholkonsum gewöhnt war, trank fortan keinen Alkohol mehr. Zur Behandlung von Alkoholikern gründete er die erste Trinkerheilanstalt. Als sozial engagierter Arzt war er jedoch nicht primär an der Behandlung von Erkrankten, sondern an der Prävention von Krankheiten interessiert. Um dem Alkoholismus vorzubeugen, gründete er 1892 den Schweizerischen Guttemplerorden und setzte sich für alkoholfreie Wirtshäuser ein.
1905 veröffentlichte Forel das aufsehenerregende Standardwerk Die sexuelle Frage, in dem er die menschliche Sexualität aufgrund seiner langjährigen Erfahrungen als Arzt erstmals ganzheitlich naturwissenschaftlich, psychologisch und soziologisch behandelte. Er trat für die Enttabuisierung des Sexuallebens und die Gleichberechtigung der Frau ein, weil er überzeugt war, dass das Wohlergehen und Glück der Menschheit zum grossen Teil von der Lösung der sexuellen Frage abhinge.
Im Mai 1914, kurz vor Beginn des Ersten Weltkrieges, setzte sich Forel mit dem Aufsatz Die Vereinigten Staaten der Erde für eine befriedete Welt ein. Er glaubte, dass vor allem durch geeignete Erziehung, begleitet von Eugenik und anderen Maßnahmen, die Raubtiernatur des Menschen gemildert werden könnte. Forel stand in Verbindung mit der Zeitschrift La voix de l’Humanité – Die Menschheit, wöchentlich erscheinend seit 1914, zweimal die Woche seit 1917, insges. 118 Ausgaben bis 1919, ein Organ der Ligue pour la défense de l’humanité. Es war ein Beiheft (Supplement) zu La libre pensée internationale und setzte sich für die Gründung einer Gesellschaft der Nationen, nach Art des späteren Völkerbunds ein.

### Ameisenforscher
Forels Ameisenforschung begleitete ihn das ganze Leben und fand ihren Niederschlag in mehr als 250 Schriften über Ameisen und andere Insekten.
Bereits im Alter von sieben Jahren begann Forel, systematisch Ameisen zu beobachten. 25-jährig veröffentlichte Forel das preisgekrönte Werk Die Ameisen der Schweiz. Charles Darwin sprach ihm in mehreren Briefen seine Bewunderung für das Werk aus. Die Ameise Aphaenogaster treatae Forel, 1886, benannte Forel zu Ehren ihrer Entdeckung von Ameisenexemplaren in Florida und New Jersey nach Mary Treat, mit der er eine Korrespondenz unterhielt und die ihm Informationen zu Ameisen mitteilte.
Das letzte grosse Werk des 72-jährigen Forel Le monde social des fourmis stellt die soziale Welt der Ameisen der ganzen Erde dar.

### Eugenik
Einige Zitate mögen Forels Einstellung zur Eugenik charakterisieren:

«Früher, in der guten alten Zeit, machte man mit unfähigen, ungenügenden Menschen kürzeren Prozess als heute. Eine ungeheure Zahl pathologischer Gehirne, die (...) die Gesellschaft schädigten, wurden kurz und bündig hingerichtet, gehängt oder geköpft, der Prozess war kurz und insofern erfolgreich, als die Leute sich nicht weiter vermehren und die Gesellschaft mit ihren entarteten Keimen nicht weiter verpesten konnten.»

«Allerdings hat die Homogenität einer Rasse den Vorteil, ihre Eigentümlichkeiten bleibender und charakteristischer zu gestalten, aber diese Vorteile stehen wieder viele Nachteile gegenüber.»

«Bei Mischlingen gehört fast immer der Vater der höheren Rasse an, nicht umgekehrt. Sehr selten tritt ein weisses Weib mit einem Neger in Ehe.»

Forel hat an Burghölzli-Patienten die ersten Kastrationen und Sterilisationen aus sozialen Gründen in Europa veranlasst (Vorläufer gab es in den Vereinigten Staaten). Damals – effektive und sichere Formen der Empfängnisverhütung waren noch nicht bekannt und Abtreibung war ein strafbares Delikt – galt in den meisten politischen Parteiungen die Eugenik als Mittel der Wahl zur Vorbeugung gegen die „Degeneration“ des Volkes. Forel war der Ansicht, dass in jenen Fällen, wo eine Fortpflanzung verhindert werden sollte, die Unfruchtbarmachung das kleinere Übel als eine dauernde Einsperrung sei. Da er Kastrationen für riskant hielt, setzte er sich seit 1905 für die Sterilisation ein. Unter der Drohung dauernder Einsperrung wurde von den Opfern der „eugenisch“ motivierten Zwangssterilisationen oft, aber nicht immer, eine formelle Einwilligung abverlangt.
Forels Schüler Alfred Ploetz wurde einer der Begründer der Rassenhygiene in Deutschland. Ein weiterer seiner Schüler, der Schweizer Psychiater Ernst Rüdin, wurde im Dritten Reich einer der führenden Rassenhygieniker.
Auf Grundlage der Ideen Forels (und anderer schweizerischer Rassenhygieniker) wurde 1928 im Kanton Waadt ein Gesetz zur Sterilisation Geisteskranker verabschiedet (das erst 1985 aufgehoben wurde).
Regina Wecker, eine Schweizer Professorin für Frauen- und Geschlechtergeschichte schrieb 2003: «Die ‹Einordnung› von Forel fällt schwer: Anders als die meisten Eugeniker ist er dem linken Lager zuzuordnen und verbindet in seiner Gesellschaftsanalyse explizit rassistische Vorstellungen und Theorien mit sozialen Anschauungen. In seinem Hauptwerk, Die sexuelle Frage (1904), plädiert er für die Trennung von Sexualität und Reproduktion. Er setzte sich für die Gleichberechtigung der Geschlechter und für die soziale Besserstellung und gesellschaftliche Anerkennung nicht verheirateter Mütter ein.»
Forel war überzeugter Sozialist und trat beispielsweise für damals so ungeheuerliche Forderungen ein wie die völlige Gleichberechtigung der Geschlechter, die Anerkennung der weiblichen Hausarbeit als gleichwertig mit männlicher Berufsarbeit, die Straffreiheit des Konkubinats und überhaupt aller einvernehmlichen sexuellen Handlungen unter Erwachsenen, einschliesslich der Blutschande und aller «Perversionen», solange sie eben keine Rechte anderer verletzten. Im Falle der Homosexualität bedauerte er es sogar, dass die Heirat zwischen Männern verboten sei. Weiter verlangte Forel die freie Verfügbarkeit von Empfängnisverhütungsmitteln, und selbst die Abtreibung wollte er freigeben in Fällen von Notzucht, Gefährdung der mütterlichen Gesundheit, Geisteskrankheit und ähnlichem.
Forel war zwar in vielen Irrtümern seiner Zeit befangen und teilte mit ihr auch eine merkwürdig imperialistische Attitüde gegenüber der «schwarzen» und «gelben» Rasse. Doch unterschrieb er auch Appelle gegen den Antisemitismus sowie überhaupt gegen jeden Rassismus, wobei er auf die Mischung in seiner eigenen Familie verwies.
Forels Buch Die sexuelle Frage war im «Dritten Reich» verboten. Es gibt ein Gutachten des führenden NS-Psychiaters Matthias Heinrich Göring von 1938, das die Gründe für das Verbot nennt und worin Forels Aussagen zu Rassenfrage, Todesstrafe, Homosexualität, Gleichberechtigung, Empfängnisverhütung, Abtreibung und Sterilisation als unakzeptabel eingestuft werden.

## Auszeichnungen und Ehrungen

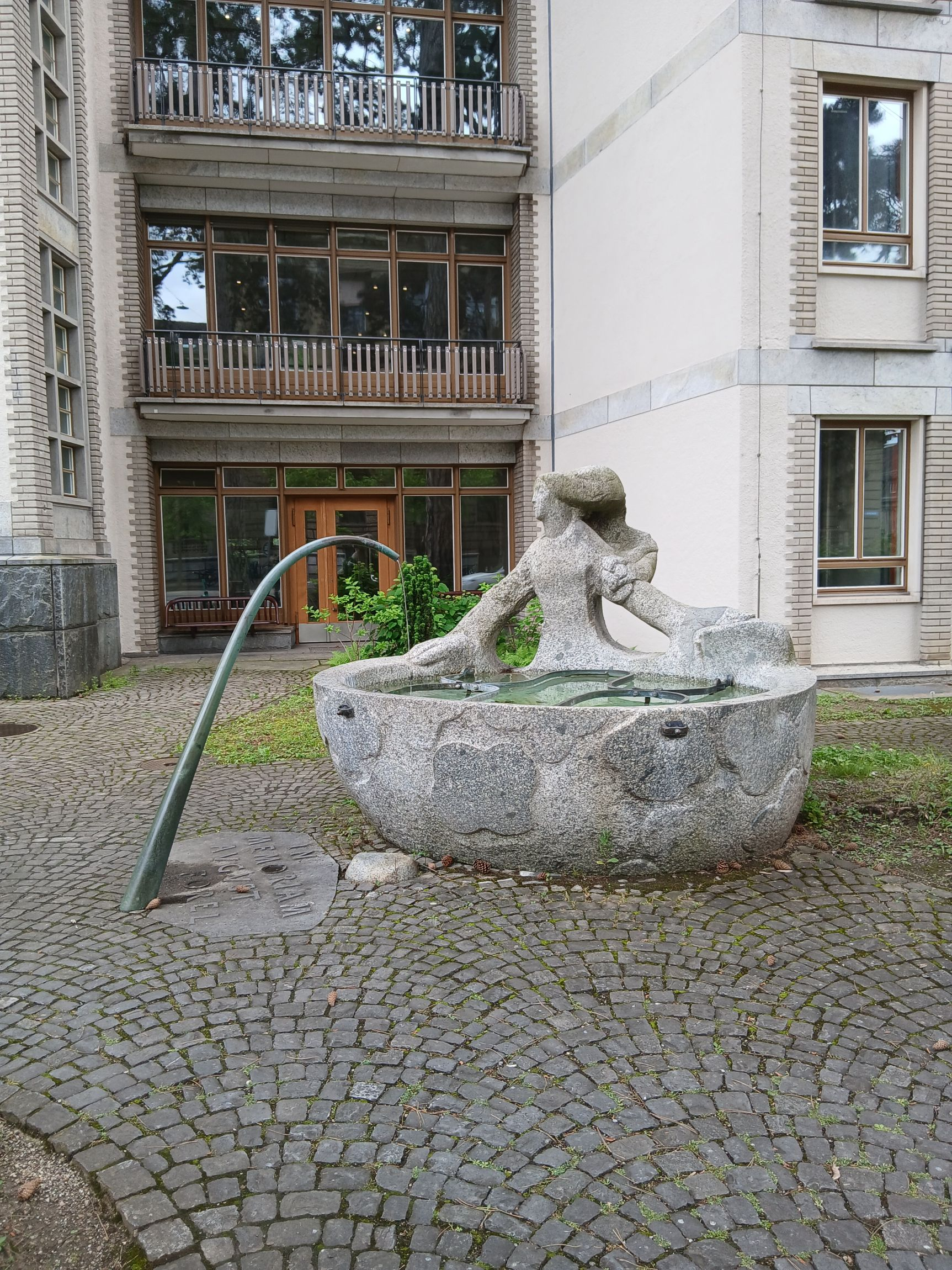
Auguste Forel Brunnen, Universitätsspital Zürich von Paul Speck

- Auguste Forel Brunnen, Universitätsspital Zürich von Paul Speck1872: Schläfli-Preis der Schweizerischen Naturforschenden Gesellschaft, für sein Buch Die Ameisen der Schweiz
- 1896: Ehrendoktor der Universität Zürich

postum

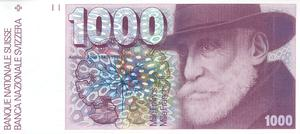
Schweizer 1000er-Banknote

- Vom 4. April 1978 bis zum 1. April 1998 war Auguste Forel auf der Schweizer 1000Fr.-Banknote abgebildet. Auf der Rückseite waren drei Ameisen und ein Vertikalschnitt durch einen Ameisenhaufen zu sehen.
- 1932 wurde in Wien-Favoriten die August-Forel-Gasse nach ihm benannt.

## Nach Forel benannte Auszeichnungen
Die Auguste-Forel-Medaille ist die höchste Auszeichnung der Abstinenzorganisation IOGT Schweiz, die jährlich für herausragende Leistungen an eines ihrer Mitglieder vergeben wird.
Zudem verlieh die Forel-Klinik in Ellikon an der Thur von 2011 bis 2015 alle zwei Jahre einen August-Forel-Preis zur Förderung klinischer und anwendungsbezogener Projekte im Bereich Alkohol-, Medikamenten- und Tabakabhängigkeit.

## Schriften
- Das Gedächtniss und seine Abnormitäten. Orell Füssli, Zürich 1885. (archive.org)
- Der Hypnotismus. Seine Bedeutung und seine Handlung. In kurzgefasster Darstellung. Ferdinand Enke, Stuttgart 1889. (archive.org)
- Der Hypnotismus. Seine psycho-physiologische, medicinische, strafrechtliche Bedeutung und seine Handhabung. 2. Auflage. Ferdinand Enke, Stuttgart 1891. (archive.org)
- Die Trinksitten. Ihre hygienische und sociale Bedeutung. Ihre Beziehungen zur akademischen Jugend. Ferdinand Enke, Stuttgart 1891. (archive.org)
- Gehirn und Seele. Vortrag gehalten bei der 66. Versammlung deutscher Naturforscher und Aerzte in Wien am 26. September 1894. Emil Strauss, Bonn 1894. (archive.org)
- Der Hypnotismus und die suggestive Psychotherapie. Ferdinand Enke, Stuttgart 1888; 1902: (archive.org)
- Hygiene der Nerven und des Geistes im gesunden und kranken Zustande. Ernst Heinrich Moritz, Stuttgart 1903; 1905: (archive.org)
- Ueber die Zurechnungsfähigkeit des normalen Menschen. Ernst Reinhardt, München 1902. (archive.org) München 1907. (archive.org)
- Die sexuelle Frage. Eine naturwissenschaftliche, psychologische, hygienische und soziologische Studie für Gebildete. Ernst Reinhardt, München 1907. (archive.org)
  - 14. Auflage, München 1923: Die sexuelle Frage. Eine naturwissenschaftliche, psychologische und hygienische Studie nebst Lösungsversuchen wichtiger sozialer Aufgaben der Zukunft.
- Gesammelte hirnanatomische Abhandlungen. Mit einem Aufsatz über die Aufgaben der Neurobiologie. Ernst Reinhardt, München 1907. (archive.org)
- Verbrechen und konstitutionelle Seelenabnormitäten. Die soziale Plage der Gleichgewichtslosen im Verhältnis zu ihrer verminderten Verantwortlichkeit. Ernst Reinhardt, München 1907. (archive.org)
- Ameisen aus Guatemala usw., Paraguay und Argentinien. In: Deutsch. Ent. Zeitschrift. Nicolaische Verlags-Buchhandlung, Berlin 1909. (archive.org)
- Das Sinnesleben der Insekten. Eine Sammlung von experimentellen und kritischen Studien über Insektenpsychologie. Ernst Reinhardt, München 1910.
  - 1. Band (archive.org)
  - 2. Band (archive.org)
- Les fourmis de la Suisse. La Chaux-de-Fonds 1920.
- Kleine Philosophie für Jedermann. Uebersetzung von Paul Chr. Plottke, Verlag Kaden, Dresden 1928 (Französische Orig.Ausgabe 1924).